# Dagon
Dagan, hebrajski Dagon (hebr. ‏דגון‎) – główny bóg czczony przez północno-zachodnie ludy semickie. Prawdopodobnie opiekował się on rolnictwem i zbożem. Był czczony na całym Bliskim Wschodzie z Mezopotamią włącznie (czcili go m.in. Fenicjanie, Amoryci). Pierwotne znaczenie imienia nie jest znane. Słowo dagán w języku hebrajskim i ugaryckim określa „ziarno” a słowo dag oznacza „rybę”. Według jednego z przekazów bóg Dagan był wynalazcą pługa.

## Kult
Kult boga Dagana poświadczony jest w Mari od około 2500 roku p.n.e., w Ebli i Tuttul – od około 2300 roku p.n.e., a w Ugarit – ponad tysiąc lat później. Sargon z Agade i jego wnuk Naram-Suen przypisywali wiele swych podbojów potędze boga Dagana. W jakimś momencie Dagan został głównym bogiem Filistynów, którzy prawdopodobnie uznawali go za swego głównego boga i władcę mórz.
W Ugarit, na wybrzeżu Morza Śródziemnego, uważano Dagana za ojca boga Baala (Hadada) i za drugiego w hierarchii, po Elu – bogu najwyższym. Jednakże w mitach ugaryckich nie jest on postacią pierwszoplanową. Jego rolę boga wegetacji około 1500 roku p.n.e. w dużej mierze przejął Baal.
Stosunkowo wcześnie Dagan został włączony do panteonu sumeryjskiego, ale jedynie jako bóstwo niższej rangi, usługujące w orszaku boga Enlila. Jego małżonką była bogini Szala, według innego przekazu Iszhara.
Hammurabi z Babilonu w prologu do swego zbioru praw wspomina, iż „ujarzmił siedliska nad Eufratem na rozkaz Dagana, swego stwórcy”. Współczesny Hammurabiemu król asyryjski Szamszi-Adad I, „wyznawca Dagana”, zbudował Daganowi świątynię w mieście Terqa nad Eufratem, którą nazwał E-kisiga („Dom Ofiar Grobowych”). Również w mieście Aszdod stała jego świątynia. W poemacie asyryjskim bóg Dagan razem z Nergalem i Miszaru (dobro i zło) pełnią rolę sędziów umarłych w świecie podziemnym. Według wierzeń babilońskich Dagan trzymał przy sobie w świecie podziemnym w wiecznej niewoli siedmioro dzieci boga Enmeszarry (Siódemka bogów). 
Tekst, datowany najpóźniej na IV wiek n.e., mówi o Daganie jako o bóstwie rybim. 
W tradycji chrześcijańskiej Dagon uznawany jest za demona. 
W Biblii Dagon pojawia się w następujących miejscach: 1 Samuela 5, 1-7; Księga Sędziów 16, 23; 1 Księga Kronik 10:8-10.

## Dagon w kulturze współczesnej

### W mitach Cthulhu

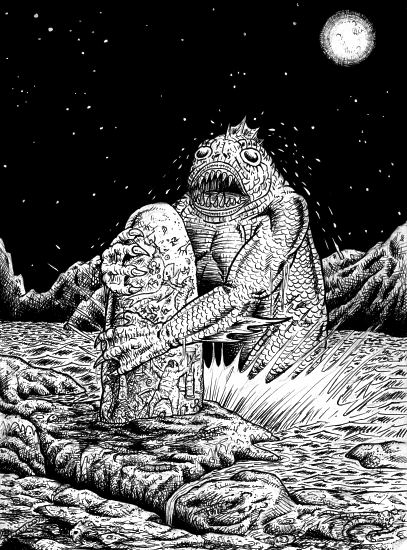
Artystyczna wizja Dagona z opowiadań H.P. Lovecrafta

Dagon występuje w opowiadaniach Howarda Philipsa Lovecrafta – m.in. Dagon oraz Widmo nad Innsmouth. Oba zostały zekranizowane przez Stuarta Gordona w filmie pod tytułem Dagon. Stwór ten jest przedstawiony jako ogromna istota z głębin, panująca nad podwodnym światem i żyjącymi tam stworzeniami.
Oto krótki cytat z Dagona H.P. Lovecrafta dotyczący tego stwora:

Istota wyłoniła się majestatycznie z mrocznych odmętów. Ogromne, niczym Polifem i odrażające, istne monstrum z najgorszego nocnego koszmaru podpłynęło żwawo do Monolitu, objęło go gigantycznymi, pokrytymi łuską ramionami, pochyliło ohydny łeb, po czym wydało kilka miarowych dźwięków.

W grze komputerowej Call of Cthulhu: Mroczne zakątki świata występuje w postaci zgodnie z mitami Cthulhu.

### Inne nawiązania
- Dagon jest fenickim kupcem w powieści Bolesława Prusa Faraon.
- Dagon to nazwa planety krążącej wokół gwiazdy Fomalhaut.
- W grze komputerowej Rising Force Dagon jest jednym z bossów.
- W grze komputerowej Wiedźmin Dagon jest jednym z bossów - władcą Vodyanoi (ryboludzi).
- W grze komputerowej Devil May Cry 4 Dagon jest jednym z bossow – bratem Baela.
- W Dungeons & Dragons Dagon jest jednym z władców demonów.
- W serii gier komputerowych The Elder Scrolls Mehrunes Dagon jest księciem Daedrycznym, rodzajem bóstwa.
- W grze komputerowej DotA 2 nazwę Dagon nosi jeden z przedmiotów – berło zadające wrogom duże obrażenia.
- W  Ben 10: Ultimate Alien  Dagon jest ostatecznym przeciwnikiem Bena Tenysona zaraz przed przejęciem jego potęgi przez Vilgaxa.
- W serialu Dobry omen jest jednym z książąt Piekieł i członkiem Mrocznej Rady.
- Dagon jest jednym z głównych przeciwników w japońskim serialu komiksowym Jujutsu no Kaisen 2